# فنوتیپ

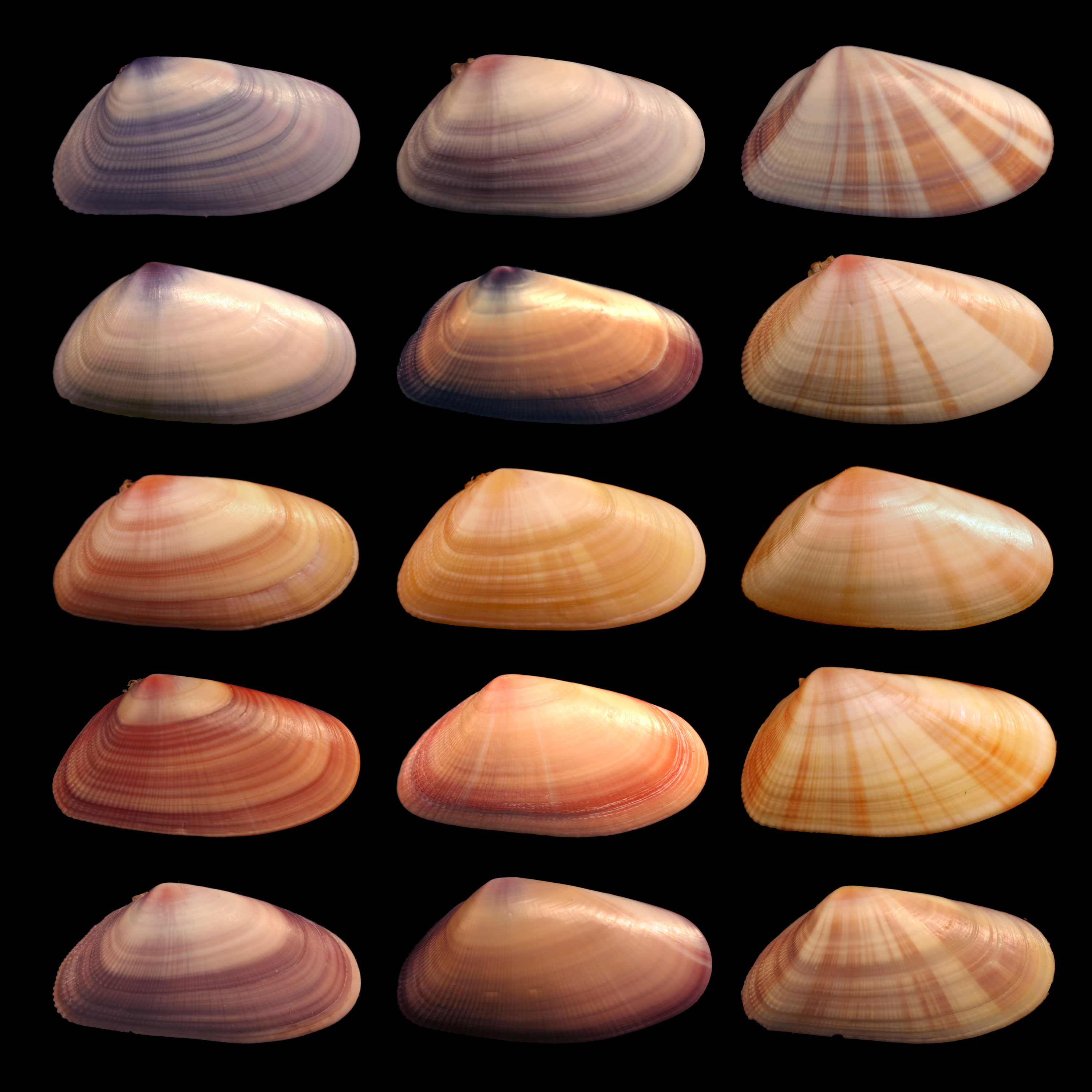
فنوتیپ‌های مختلفی از یک گونه صدف

رُخ‌نمود یا فنوتیپ (به فرانسوی: phénotype)، ویژگی‌های بارز یک جاندار مانند ویژگی‌های زیست‌شیمی و کاراندام‌شناسی است.
رخ‌نمود از دو مولفه و تأثیرات متقابل این دو ناشی می‌شود:
- بیان ژنهای یک موجود زنده
- تأثیر عوامل زیست‌محیطی

هیچ‌کدام از موجودات زنده با ژن‌نمودهای تقریباً یکسان، از نظر رخ‌نمودی یکسان نخواهند شد؛ زیرا ظاهر و رفتار با شرایط زیست‌محیطی و رشد تغییر می‌کنند؛ بنابراین، دو موجود زنده که به ظاهر یکسانند، لزوماً رخ‌نمودهای یکسانی ندارند.
تمایز ژن‌نمود و رخ‌نمود توسط ویلهلم جانسون در سال ۱۹۱۱ پیشنهاد شد تا تفاوت بین وراثت موجود زنده و آنچه که وراثت تولید می‌کند روشن شود که این تفاوت مشابه چیزی است که توسط اوت ویزمن پیشنهاد شده بود، که بین قسمت قابل تواری نطفه (وراثت) و یاخته‌های پیکری بدن تمایز قائل شده بود.

## پیچیدگی‌های تعریف
با وجود آن تعریف به ظاهر ساده، مفهوم فنوتیپ پیچیدگی‌های پنهانی دارد. بسیاری از مولکول‌ها و ساختارهایی که با مواد ژنتیکی کد شده‌اند قابل مشاهده در ظاهر یک ارگانیسم نیستند، اما می‌توان آنها را قابل مشاهده کرد (برای مثال توسط وسترن بلات) و در نتیجه بخشی از فنوتیپ هستند. گروه‌های خونی انسان جز این دسته هستند؛ بنابراین، فنوتیپ باید شامل ویژگی‌هایی باشد که بتواند توسط برخی از روش‌های فنی به صورت قابل مشاهده درآید. 
توسعه بعدی اضافه کردن رفتار به فنوتیپ است، رفتارها نیز از ویژگی‌های قابل مشاهده هستند. در واقع، روی ارتباط بالینی فنوتیپ‌های رفتاری پژوهش‌هایی انجام شده است که به طیف وسیعی از سندرمها مربوط می‌شوند.

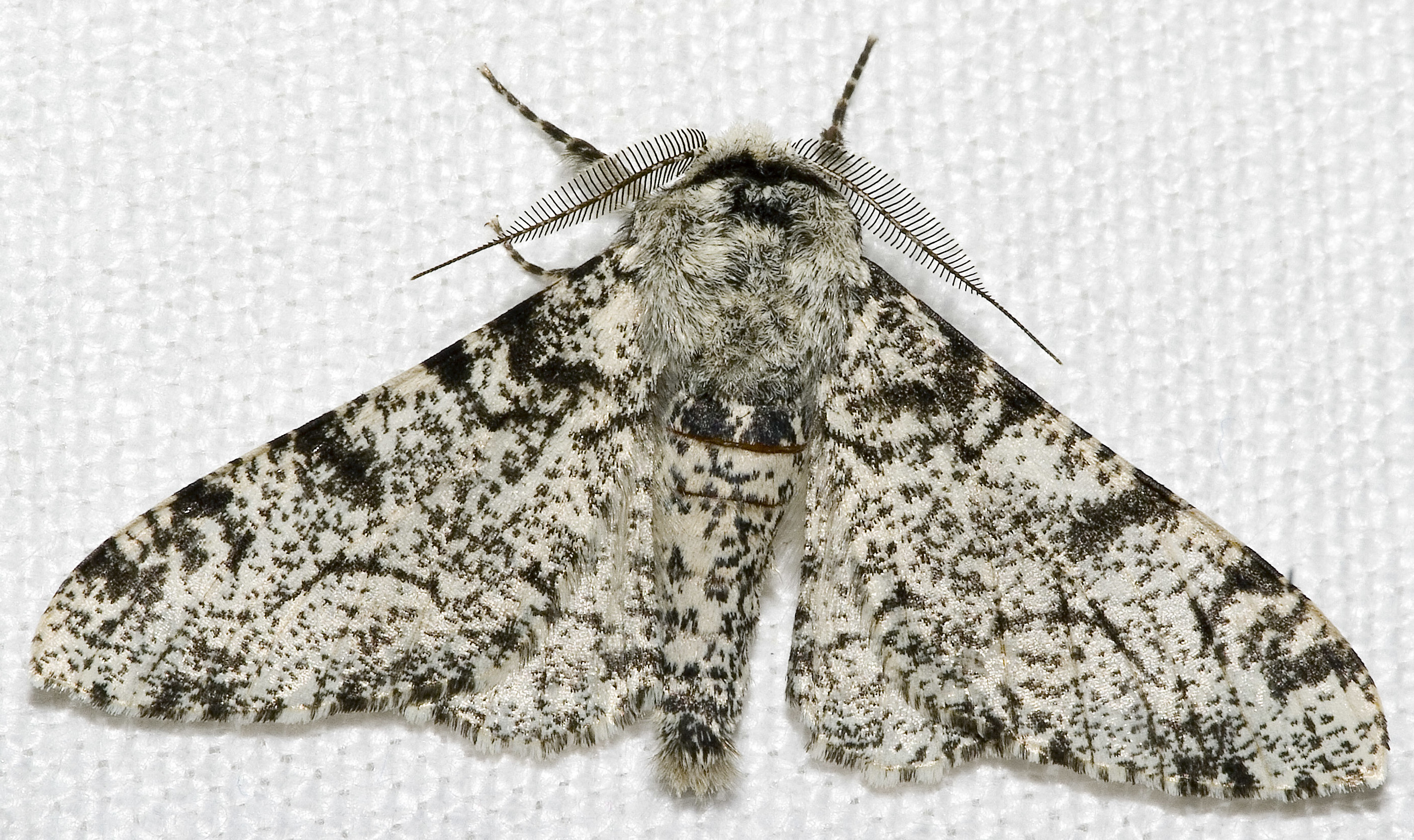
شب‌پره فلفلی با بدن سفید

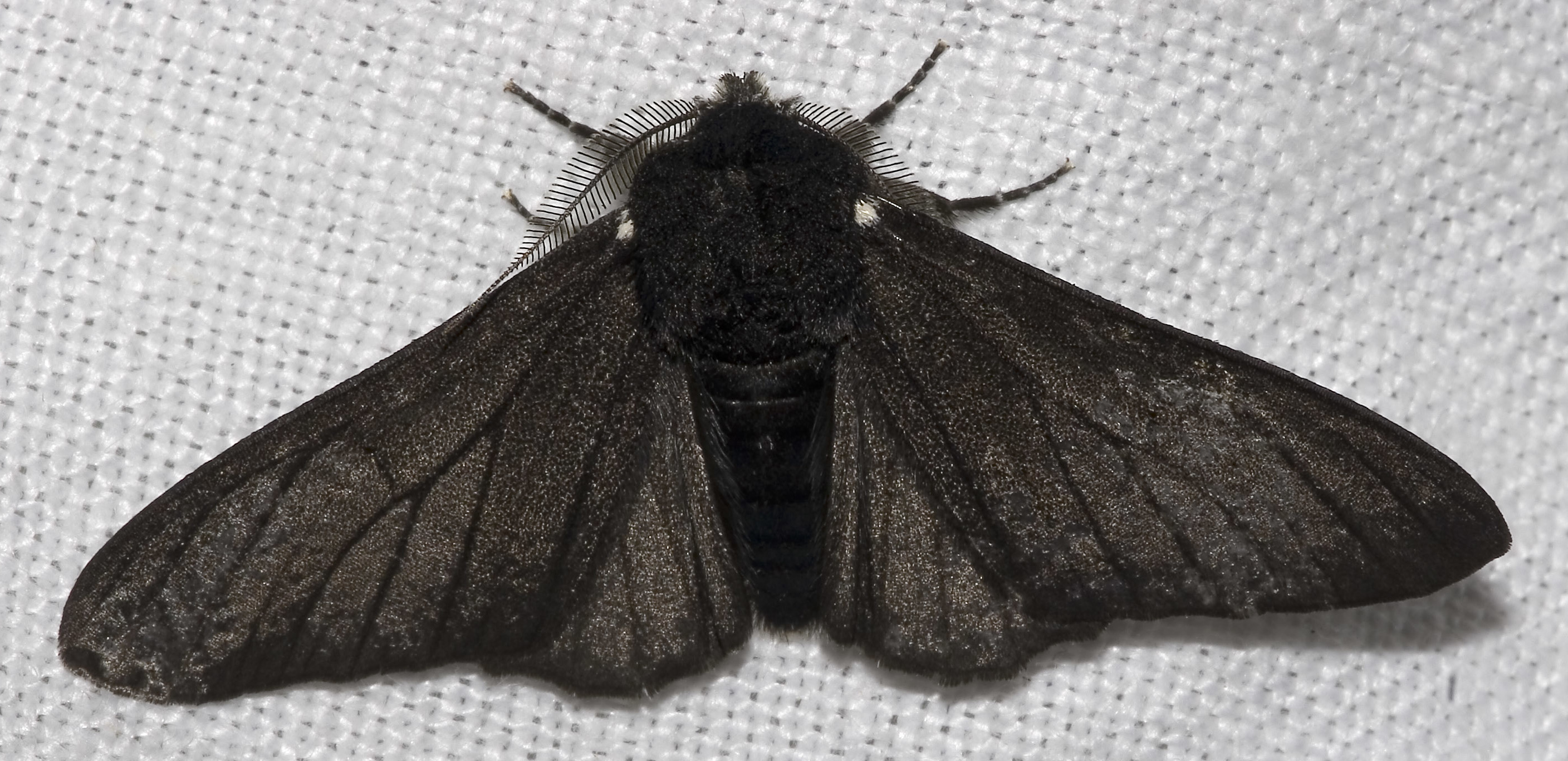
شب‌پره فلفلی با بدن سیاه

## تنوع فنوتیپی
تنوع فنوتیپی (ناشی از تنوع ژنتیکی ارثی) یک پیش نیاز اساسی برای تکامل توسط انتخاب طبیعی می‌باشد. این موجود زنده است که به عنوان یک کل در تولید نسل بعدی کمک می‌کند (یا نمی‌کند)، بنابراین انتخاب طبیعی به‌طور غیر مستقیم از طریق فنوتیپ‌ها بر ساختار ژنتیکی یک جمعیت تأثیر می‌گذارد. بدون تنوع فنوتیپی، هیچ تکاملی توسط انتخاب طبیعی وجود ندارد.
تعامل بین ژنوتیپ و فنوتیپ اغلب توسط رابطه زیر معرفی می‌شود:
فنوتیپ → ژنوتیپ + محیط
به‌طور دقیق تر می‌توان گفت:
فنوتیپ → تنوع تصادفی+ ژنوتیپ + محیط
به رغم اینکه ژنوتیپ انعطاف‌پذیری بیشتری در بیان و اصلاح نسبت به فنوتیپ دارد، اما بسیاری از موجودات زنده به دلیل قرار گرفتن در شرایط مختلف زیست‌محیطی دارای فنوتیپ‌های متنوعی شدند. گیاه umbellatum Hieracium می‌تواند در دو محیط مختلف در سوئد رشد کند. در زیستگاه‌های صخره‌ای، صخره‌های سمت دریا، گیاه با برگ انبوه و گلهای بزرگ رشد پیدا می‌کند، ولی در میان تپه‌های شنی رشد گیاه همراه با برگ‌های باریک و گلهای فشرده می‌باشد. این زیستگاه‌ها هستند که فنوتیپ گیاه را مشخص می‌کنند . .
یک نمونه از تغییرات تصادفی در مگس سرکه دیده می‌شود که تعداد اوماتیدهای (به‌طور تصادفی) بین چشم چپ و راست متفاوت هستند به اندازه همان تفاوتی که می‌تواند بین ژنوتیپ‌های مختلف یا بین کلون مطرح شده در محیط‌های مختلف وجود داشته باشد.
مفهوم فنوتیپ را می‌توان به تغییرات زیر که در سطح ژن بر سازگاری موجود زنده تأثیر می‌گذارد گسترش داد. به عنوان مثال، جهش‌های خاموشی که اسید آمینه متناظرشان را تغییر نمی‌دهند، ممکن است تعداد تکرارهای جفت باز گوانین - سیتوزین (GC) را در توالی یک ژن تغییر دهند. 
این جفت بازها دارای ثباتی بالاتر (نقطه ذوب، همچنین نگاه کنید به هیبریداسیون DNA - DNA) از آدنین - تیمین هستند، این ویژگی ممکن است در میان موجودات زنده درمحیط‌های با درجه حرارت بالا انتقال داده شود.